# کوه بن‌رو
 کوه بن رو یک کوه در البرز مرکزی رشته کوه البرز در استان البرز ایران است. این کوه ۲۸۶۳ متر ارتفاع دارد.